# Michael Linton
Michael Linton, född 26 augusti 1933, död 19 december 1998, var en svenskfödd historiker, som i många år var verksam vid Århus universitet.

## Biografi
Michael Linton var son till den en svenska prästen och vetenskapsmannen Olof Linton som var professor i teologi vid Köpenhamns universitet. Morfadern Ivar Wallerius var både geolog och teolog.  
Linton växte upp i Göteborg, där han efter studentexamen studerade historia. Han blev filosofie kandidat 1959 och filosofie licentiat 1964, och fick 1967 efter några år som gymnasielärare anställning vid Historisk Institut i Århus, där han 1972 blev lektor. År 1971 disputerade han för filosofie doktorsgrad med avhandlingen Drottning Margareta, fullmäktig fru och rätt husbonde. Studier i Kalmarunionens förhistoria.
I avhandlingen märks Lintons stora inspiration från sin tidigare lärare Erik Lönnroth. Den är ett försök att reda ut myterna om Margareta som politiker och person. Även om arbetet i sig är lyckat, innehöll avhandlingen dock ohållbara argument, som resulterade i skarp kritik från en del anmälare. Lintons reaktion var att lämna studiet av Kalmarunionens historia och i stället syssla med vikingar och den italienska renässansen.
År 1987 närmade sig Linton ånyo Kalmarunionen med en mindre avhandling om Olof II:s val till kung 1376, men publicerades först 1998 i och med boken Margareta: Nordens drottning 1375–1412. Boken inbringade författaren ett pris från Svenska Akademien.